# شهرستان سولنچنی
شهرستان سولنچنی (به لاتین: Solnechny District) یک شهرستان در روسیه است که در سرزمین خاباروفسک واقع شده‌است.